# クアヒマルパ・デ・モレロス
クアヒマルパ・デ・モレロス（スペイン語: Cuajimalpa de Morelos）はメキシコシティを構成する16の管轄区域のひとつ。メキシコシティ西部の、メヒコ州との境界に細長く広がる。メキシコ最古の国立公園であるデシエルト・デ・ロス・レオネス国立公園の一部があり、受難劇でも知られる。単にクアヒマルパとも称する。

## 地理
クアヒマルパ・デ・モレロスはメキシコシティの西部に位置し、面積は80.95平方キロメートルである。ミゲル・イダルゴおよびアルバロ・オブレゴンと接する。西部と北部はメヒコ州のオコヨアカクおよびウィシュキルカンと境を接する。
メキシコシティとメヒコ州の境界をなす火山性のシエラ・デ・ラ・クルセス山脈の東側に位置する。平均標高は2,750メートルである。土地は高低差が大きく、南部にはラ・パルマ(3,810m)、サンミゲル(3,800m)、エル・コンチニト(3760m)、エル・アンヘル(3,330m)などの峰が多い。土壌は大部分が火成岩からなるが、小さな谷や峡谷には堆積岩が見られる。現在は火山活動は見られない。
約20%の土地が保護地域とされ、それ以外は都市化している。標高の高いデシエルト・デ・ロス・レオネス国立公園はもっともよく保存されている。スプロール現象は現在も続いており、森林その他の保護地域をおびやかしている。建物の建設を制御するための努力は払われているが、不法な集落、とくに国立公園に沿った地帯のものは深刻な問題になっている。

## 人口
2010年のクアヒマルパ・デ・モレロスの人口は約18万人である。
クアヒマルパ・デ・モレロスでは富裕層と貧困層が隣接して住んでいる。家やアパートの値段はメキシコシティでもっとも高く、1平方メートルあたりの価格はメキシコシティの他の地域とくらべて55%高い。しかし富裕層のための住宅地と貧困地域では大きく価格が異なる。

## 見どころ

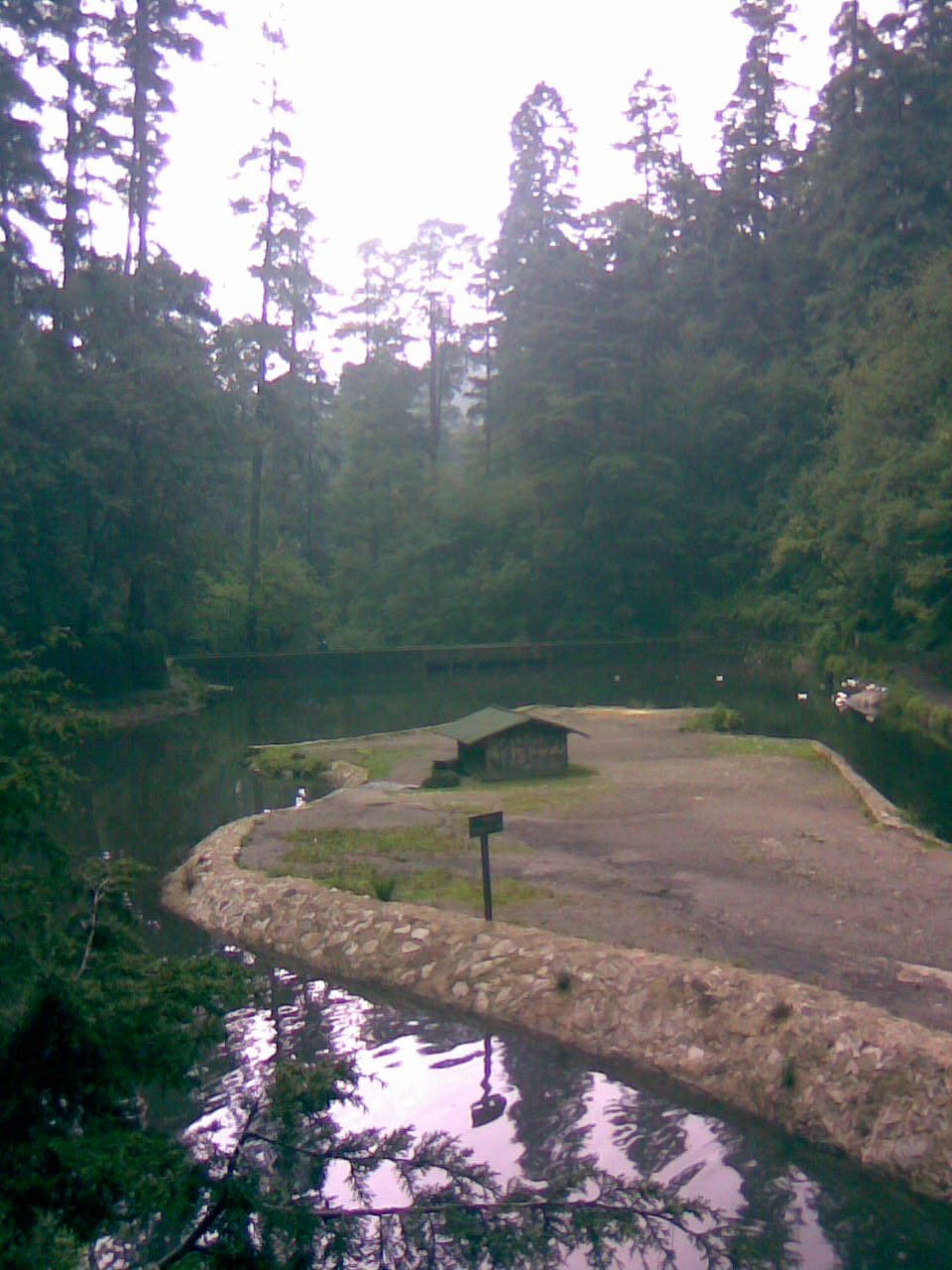
デシエルト・デ・ロス・レオネス国立公園

デシエルト・デ・ロス・レオネス国立公園はもと修道院と隠遁所であり、1606年にカルメル会によって築かれた。デシエルトは今日では砂漠を意味するが、ここでは本来の意味で人里離れた隠遁所を意味する。1814年まで隠遁所だったが、その後イエズス会の病院になった。今日では修道院の跡は3つの博物館として使われ、それぞれ国立公園自身、メキシコ独立革命200周年、メキシコ革命を記念する。ベヌスティアーノ・カランサ大統領時代の1917年にメキシコ最初の国立公園に指定された。1500ヘクタールの広さがあり、山の峰や峡谷を持つ。年に30万人が訪れ、とくに聖週間と12月が忙しい。

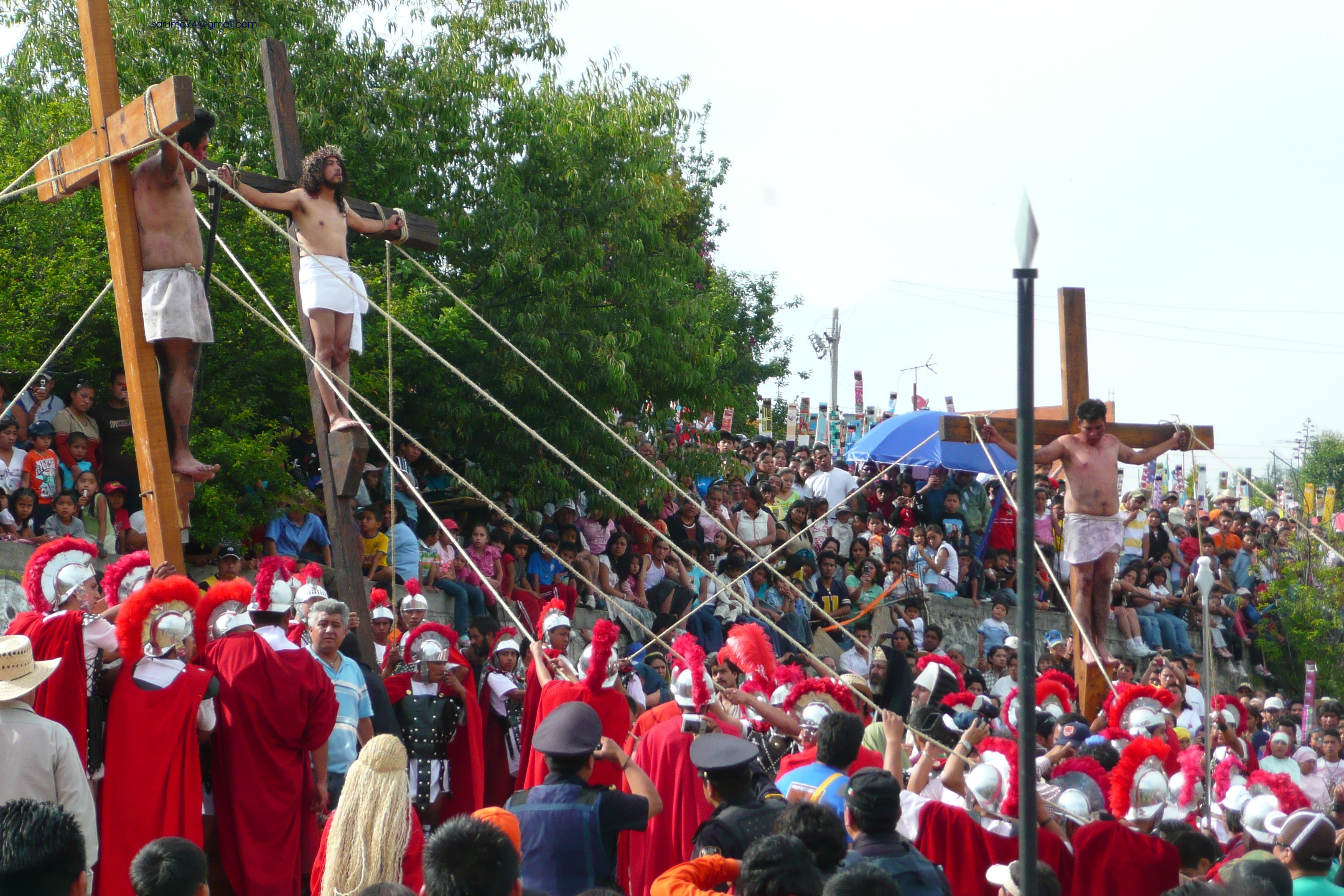
受難劇（2010年）

最大のイベントは受難劇であり、2013年に100周年を迎えた。のべ150万から200万人が訪れ、聖金曜日だけでも50万人が訪れる。クアヒマルパ・デ・モレロスの受難劇はイスタパラパのものに次いでメキシコシティで2番目に大きい。約200人が参加し、1週間をかけて行われる。聖週間の間は酒類の販売は禁止される。

## 歴史
クアヒマルパという地名はナワトル語で製材所を意味するクアウシマルパン(Cuauhximalpan)に由来する。
この地は1342年にテパネカが支配権を確立し、100年にわたってその首都アスカポツァルコの支配下にあった。15世紀なかばにアステカがテパネカを打ち破ったとき、多くの人々が険阻なこの地に逃げてきた。スペイン人による征服後、エルナン・コルテスはトルーカへの交通路を確保するために一帯を制圧した。1534年にコルテスはこの地の所有権を主張し、この地をサンペドロ・クアヒマルパと名付け、他にいくつかの町を建設した。
17世紀にカルメル会によってデシエルト・デ・ロス・レオネスに隠遁所と修道院が建てられたが、今では博物館と国立公園になっている。当時先住民は法的主張をするために土地の歴史を記述した「テチアロヤン」という文書群を作成した。その中でもっとも有名なものが『クアヒマルパのテチアロヤン絵文書』であり、原文はナワトル語で書かれたが、1865年に皇帝マクシミリアンの命令によってスペイン語に翻訳された。原書は現在メキシコ国立公文書館が所蔵し、1997年にUNESCOの世界の記憶に登録された。
植民地時代から20世紀はじめまで、この地の主要な産業は薪の伐採と木炭作りであり、穀物と家畜は地域内で消費するために生産された。またメキシコ盆地とトルーカ盆地の間の旅行者のための宿場や食料の供給地でもあった。1884年に鉄道が敷設された。
1862年にサンペドロ・クアヒマルパはムニシピオの筆頭市となった。1899年にメキシコシティ連邦区が拡大され、クアヒマルパはその中に含まれた。1928年にメキシコシティ連邦区が再構成されて13の区が成立すると、クアヒマルパはそのひとつになった。1970年にメキシコ独立革命の英雄であるホセ・マリア・モレロスをたたえてクアヒマルパ・デ・モレロスと改称された。
土地が険しいために都市化は進まなかったが、20世紀なかばになるとメキシコ盆地の工業化がクアヒマルパに達した。1950年から1980年にかけて人口は900%以上に増え、とくに1970年代の人口増加が甚だしかった。新しい住宅の建設が人口の増加を促進した。1985年の地震の結果、人々はメキシコシティ中心部の軟弱な地盤を避けてより堅固な西部や南部に移住し、このことも原因になって人口の増加は続いた。しかし急激な人口増加によって環境問題が発生し、ごみ捨て場として使われていた採掘坑跡の上に建物を建てるなどの問題が起きた。1990年代になって人口増加を調節して自然区を保護する努力が払われるようになった。